# Бабино (Даниловский район)
Ба́бино — деревня в Даниловском районе Ярославской области России. Входит в состав Даниловского сельского поселения.

## География
Деревня находится в 27 км от Данилова по автомобильной дороге Череповец — Данилов.

## Население
| 2007 | 2010 |
| ---- | ---- |
| 6    | ↘4   |

## Улицы
Единственная улица деревни — Зелёная.